# Pedro Coloma

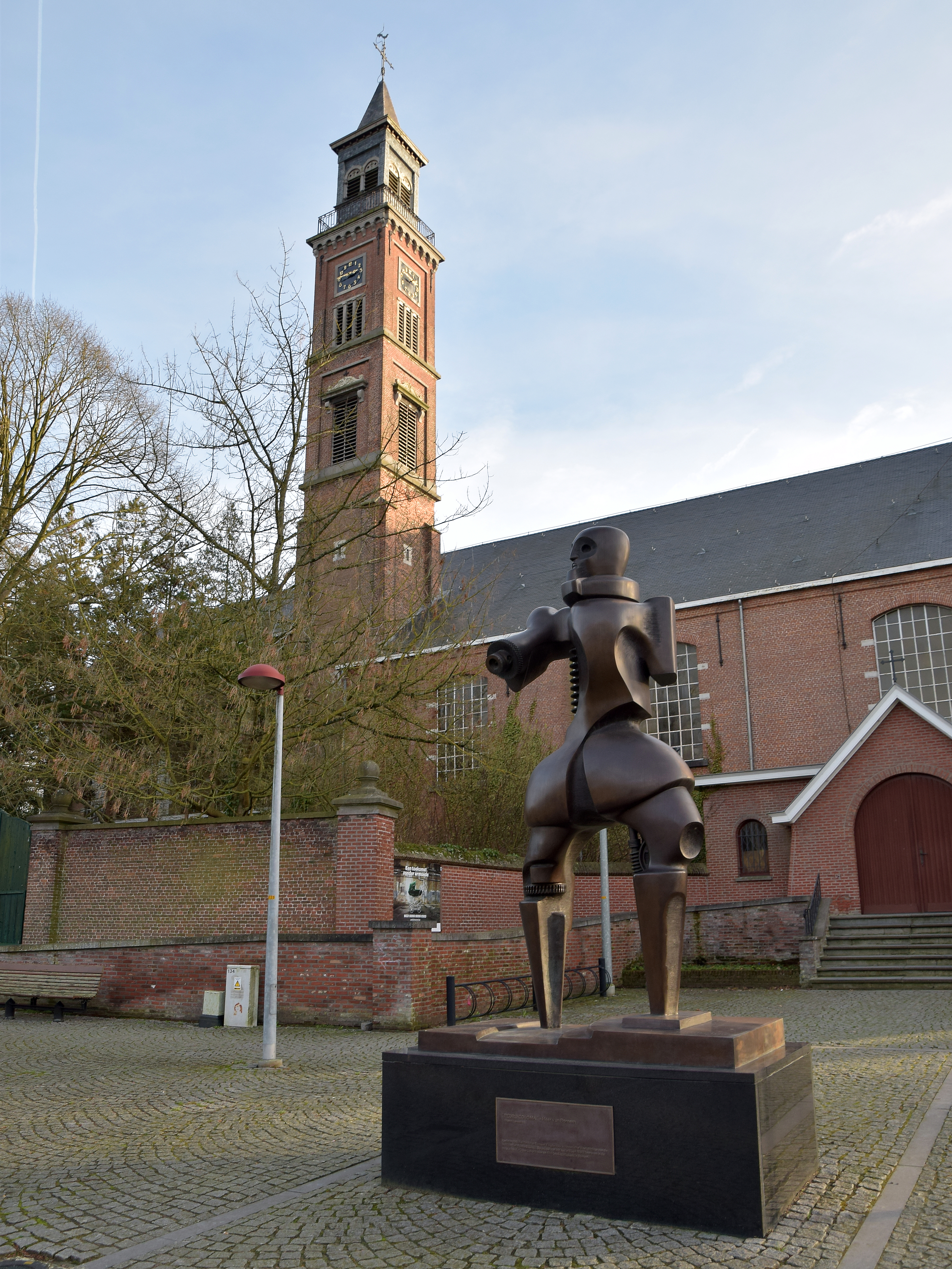
Standbeeld van Pedro Coloma voor de abdij van Bornem

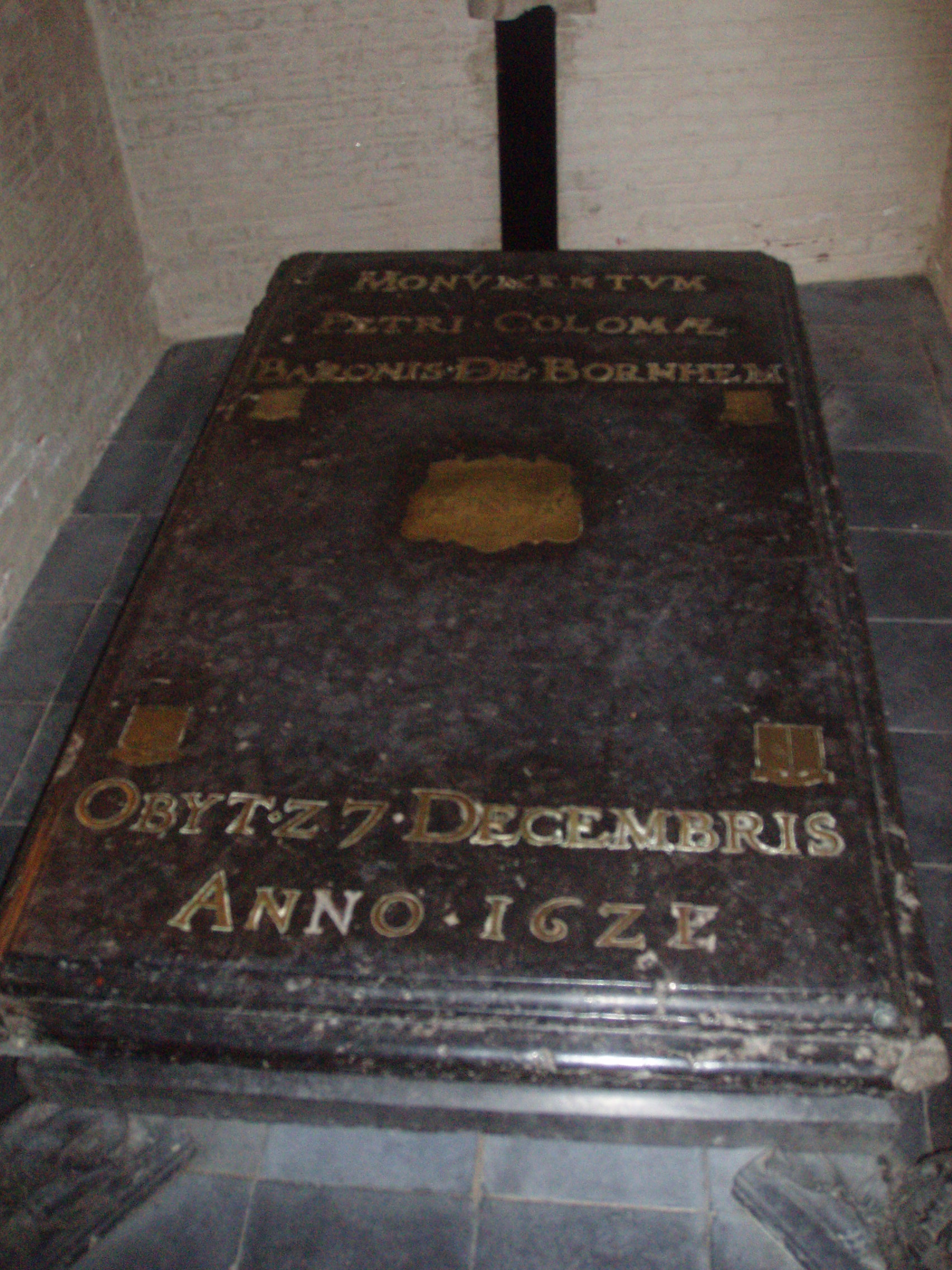
Grafsteen in de kerk van Bornem

Don Pedro Coloma (Nájera, Spanje, 16 augustus 1556 - Brussel, 27 december 1622), eerste baron van Bornem (1592) en seigneur van Bobadilla (1591), was een Spaans officier van het Leger van Vlaanderen. Hij vestigde zich in de Habsburgse Nederlanden, waar hij de stamvader werd van een tak van het Spaanse huis van Coloma.

## Familie
Pedro Coloma was de zoon van Juan Coloma ridder in de Orde van Santiago, en Doña Maria Fernandez, vrouwe van Bobadilla. In 1585 huwt hij Jeanne l'Escuyer, burggravin van Dourlens (het huidige Doullens) met wie hij drie kinderen heeft: Alexander, kapitein bij de lichte cavalerie, die hem zal opvolgen maar in 1625 kinderloos sterft; Diego die als jonkheer dient in het huis van Filips III van Spanje; en Pierre die het geslacht verder zet in de Spaanse Nederlanden.

## Biografie
Pedro Coloma belandde in de Habsburgse Nederlanden in 1577 om mee te strijden in de Tachtigjarige Oorlog. Hij werd in 1580 door Alexander Farnese benoemd tot contador mayor (opperste schatbewaarder) van het Leger van Vlaanderen. Zijn benoeming werd bevestigd door patentbrieven uit Madrid in 1584.
Hij kocht de heerlijkheid van Bornem in 1586 die in 1592 een baronie werd. Jean-François Coloma, zijn kleinzoon en vierde baron van Bornem, werd er de eerste graaf van in 1658.
Pedro Coloma liet een landgoed bouwen op de locatie van het latere kasteel van Bornem. Hij is ook de bouwheer van het Sas van Bornem (1589-1592) dat scheepvaart mogelijk maakte tussen de Schelde en de Oude Schelde en droeg daarmee bij tot de economische ontwikkeling van Bornem. Dit sas is de oudste nog bewaarde mechanische sluis in België.
In 1603 richtte Pedro Coloma er het Klooster van het Heilig Kruis op om er de relieken van Heilig Kruis die hij bezat te bewaren. Het klooster zou vanaf 1856 voor de godsdienstvervolging vluchtende Engelse dominicanen opvangen en in 1836 de Sint-Bernardusabdij van Bornem worden.